# بحران پناهجویان اوکراینی

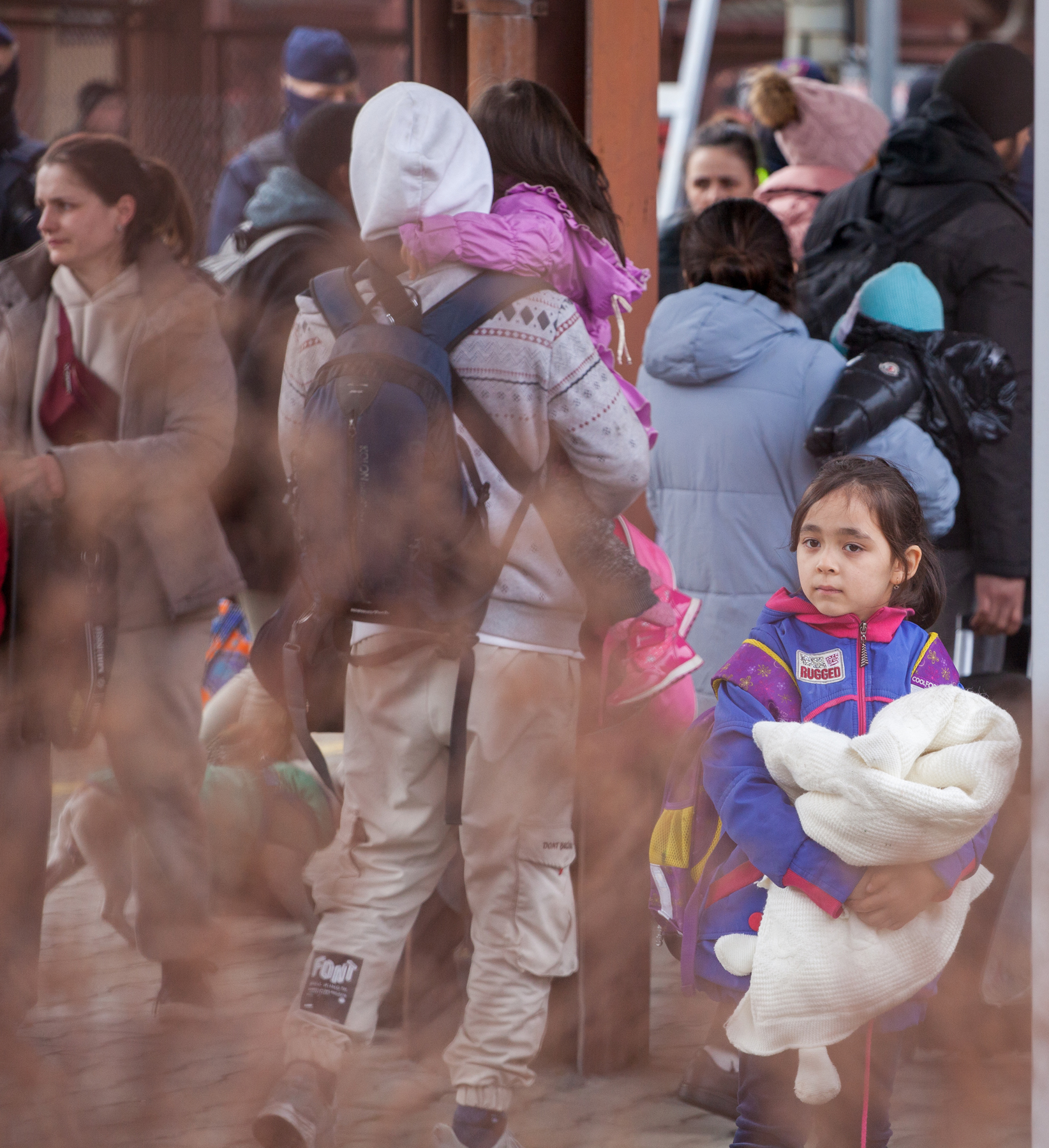
ورود پناهجویان اوکراینی به پرزمیشل در لهستان

بحران پناهندگان اوکراینی، حرکت گسترده مردم در داخل و خارج از اوکراین در طول تهاجم روسیه به اوکراین در سال ۲۰۲۲ است که با یورش اولیه نیروهای روسی در ۲۴ فوریه ۲۰۲۲ آغاز شد. چندین کشور اروپایی پیش از حمله آماده پذیرش پناهجویان بودند، به ویژه لهستان که آماده پذیرش ۱ میلیون پناهنده بود. این تهاجم بزرگ‌ترین بحران پناهجویان اروپا از زمان جنگ جهانی دوم را به وجود آورده است. تنها در هفته اول، بیش از یک میلیون نفر از اوکراین فرار کردند.
طبق گزارش سازمان ملل، تا ۴ مارس ۲۰۲۲، ۱٫۲ میلیون پناهنده اوکراینی خاک اوکراین را ترک کردند و مجبور شدند به کشورهای نزدیک به غرب اوکراین فرار کنند. به گفته آژانس کودکان سازمان ملل متحد یونیسف، حدود نیم میلیون نفر از کسانی که فرار کرده‌اند نوجوان هستند. گدینی ویلیامز، رئیس دفتر کمیساریای عالی حقوق بشر سازمان ملل متحد در امور عمومی، سرعت خروج پناهجویان از اوکراین را «شگفت‌آور» خواند و پیشنهاد کرد که تعداد آوارگان داخلی در خود اوکراین حداقل به همین میزان است.
از ۶ مارس ۲۰۲۲، طبق گزارش سازمان ملل، تعداد پناهندگان اوکراینی از ۱٫۵ میلیون نفر فراتر رفت که بیش از نیمی از آنها به همسایه اوکراین یعنی لهستان گریختند.
صدها هزار نفر در چند روز اول پس از حمله فرار کردند. بیشتر آنها در کشورهای همسایه باختری اوکراین پناه گرفته‌اند: لهستان، مجارستان، مولداوی، رومانی و اسلواکی. بسیاری از آسیب‌دیدگان به دنبال پناه بردن به خانه‌های خویشاوندانی هستند که در خارج از کشور زندگی می‌کنند. شرکت‌های راه‌آهن در چندین ایالت مانند لهستان و آلمان به پناهندگان اوکراینی اجازه می‌دهند تا با قطار به صورت رایگان سفر کنند.
اوکراینی‌ها به دلیل توافقات پیشین با دیگر کشورها و منطقه شنگن می‌توانند آزادانه به بسیاری از کشورهای اروپایی دیگر سفر کنند. برخی از پناهجویان بدون تابعیت اوکراینی و همچنین مردم کولی از تبعیض در مرز گزارش داده‌اند.
از آغاز جنگ در اوکراین، ۷٫۳۱۴ میلیون پناهجو از مرز لهستان عبور کرده‌اند (داده‌های ۲۷ اکتبر 2022)

## قانون
در ۳ مارس ۲۰۲۲، وزرای اتحادیه اروپا موافقت کردند که دستورالعمل حفاظت موقت را برای نخستین بار در تاریخ خود مورد استناد قرار دهند تا پناهندگان اوکراینی در اتحادیه اروپا مجبور به گذراندن مراحل استاندارد پناهندگی اتحادیه اروپا نباشند. شرکت‌های راه‌آهن در چندین کشور از جمله آلمان و اتریش به پناهجویان اوکراینی اجازه می‌دهند با قطار به صورت رایگان سفر کنند.

## شمار

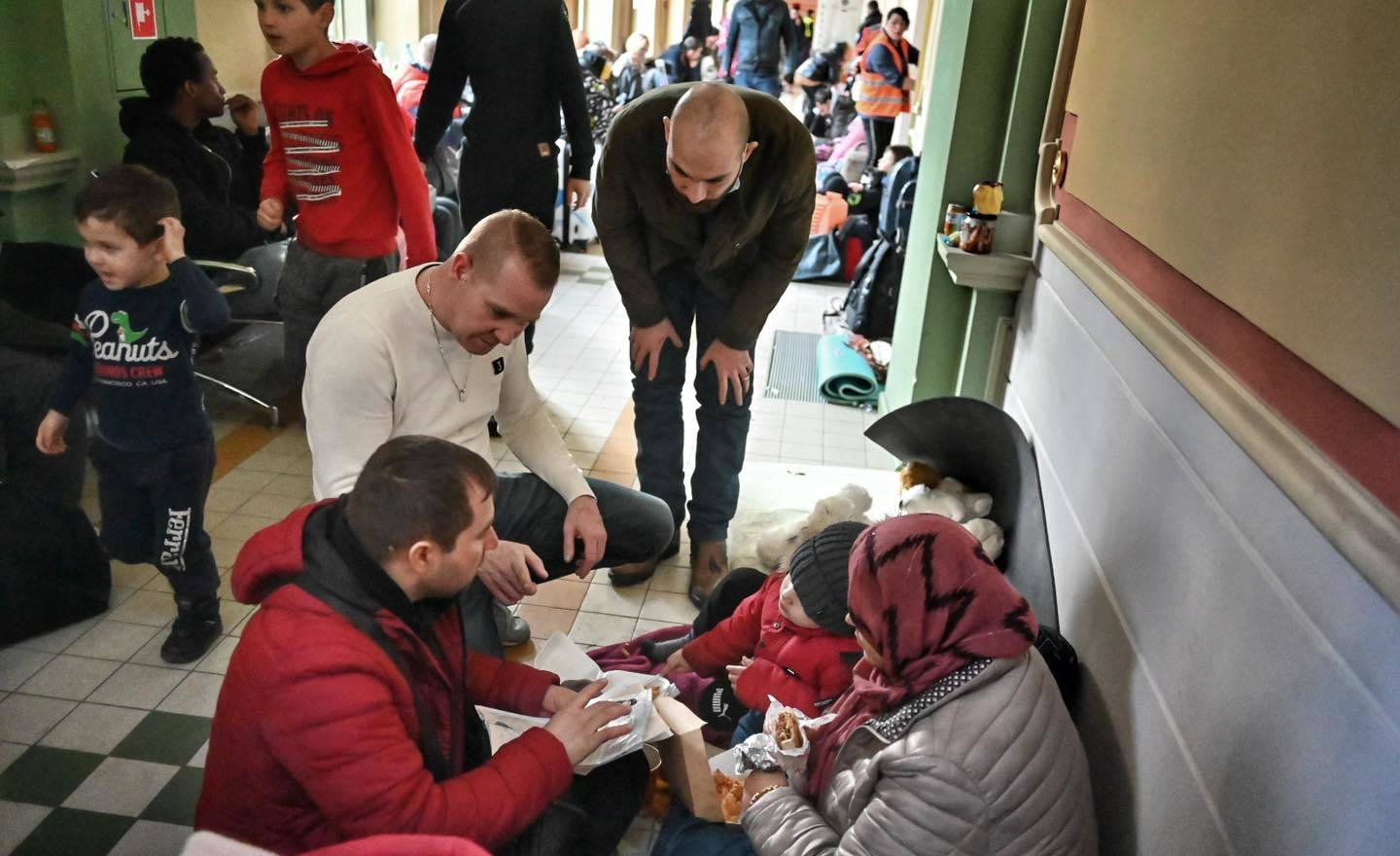
پناهندگان از یکدیگر در نزدیکی ایستگاه قطار مرزی لهستان پرزمیشل گلونی مراقبت می‌کنند

شمار پناهندگان می‌توانند به سرعت تغییر کند. جابجایی از کشوری به کشور دیگر لزوماً به صورت رسمی ثبت نمی‌شود. اوکراینی‌ها اجازه دارند بدون ویزا به برخی از کشورهای اروپا سفر کنند. ممکن است به آنها اجازه داده شود برای مدت طولانی تری، مثلاً ۹۰ روز، بدون مجوز خاص در کشور بمانند. در جاهای دیگر باید درخواست پناهندگی بدهند. علاوه بر این، عبور از مرز به یک کشور به معنای ماندن مردم در آن کشور (به‌طور دائم) نیست. به لطف ترتیبات شینگن، آنها اغلب می‌توانند به سایر کشورهای شینگن سفر کنند.
دفتر هماهنگی امور بشردوستانه سازمان ملل متحد در ۲۷ فوریه تخمین زد که ۷٫۵ میلیون پناهنده داخلی در دو ماه در اوکراین وجود خواهد داشت. ۱۸ میلیون نفر تحت تأثیر این درگیری هستند و ۱۲ میلیون نفر به کمک‌های بهداشتی نیاز دارند. بیش از چهار میلیون نفر از پیش از جنگ در حال فرار هستند.
در کنفرانس پناهندگان سازمان ملل متحد، در روز یکشنبه، ۲۷ فوریه ۲۰۲۲، اعلام شد که از زمان جنگ بیش از ۳۶۸۰۰۰ نفر از اوکراین فرار کرده‌اند. با وجود بیش از ۶۰۰۰۰۰ پناهجو که گمان می‌رود از اول مارس ۲۰۲۲ از اوکراین به کشورهای همسایه گریخته‌اند، آژانس پناهندگان سازمان ملل (UNHCR) بیم داشت که این وضعیت به «بزرگ‌ترین بحران پناهندگان اروپا در سده کنونی» تبدیل شود.

## اسکان و کمک
یکی از بنیانگذاران ایربی‌ان‌بی و دو مقام دیگر نامه‌هایی به رهبران اروپایی کشورهایی که با اوکراین هم‌مرز هستند ارسال کردند و از این شرکت برای اسکان موقت پناهندگان پشتیبانی کردند. این طرح از طریق کمک‌های مالی از طریق سایت‌های صندوق پناهندگان و با حمایت میزبانان در پلت فرم تأمین می‌شود. برخی از پناهندگان از طریق دوستان و خانواده در کشورهای همسایه یا افرادی که به صورت آنلاین آشنا شده بودند کمک خواستند و خانه پیدا کردند.
در ۲ مارس، وزیر کابینه بریتانیا، مایکل گوو اعلام کرد که قصد دارد پیش‌نویس طرح‌هایی را برای اسکان پناهندگان در خانه‌های الیگارشی روسی در بریتانیا اعلام کند، با این حال دولت تا به امروز این خانه‌ها را تصرف نکرده است.
سازمان‌هایی مانند یونیسف، آژانس پناهندگان سازمان ملل، کمیته بین‌المللی نجات، کمیته امداد ایالات متحده اوکراینی و دیگران آغاز به پذیرش کمک‌های پولی برای کمک به پناهندگان و آسیب‌دیدگان از بحران کردند. دیگران کارزارهاهای جمع کردن پول را برای اهداف خاص یا درخواست برای اهدای اقلام فیزیکی توسط یک فرد آغاز کردند.

## کشورها

### اتریش
گرهارد کارنر وزیر کشور اتریش از ÖVP و صدراعظم فدرال کارل نهمر اعلام کردند که اتریش مایل به پذیرش پناهندگان از اوکراین است. همه پناهندگان اجازه دارند ۹۰ روز در کشور بمانند.

### بلژیک
سامی مهدی، وزیر امور خارجه بلژیک در امور پناهندگی و مهاجرت در ۲۵ فوریه ۲۰۲۲ گفت که بلژیک با لهستان و مجارستان همبستگی می‌کند. با این حال، او از اروپا خواست تا این پذیرش را هماهنگ کند. دو روز بعد، مریم کیتیر، وزیر توسعه اعلام کرد که سه میلیون یورو برای کمک‌های بشردوستانه اضافی به اوکراین اختصاص خواهد یافت.

### برزیل
در ۳ مارس، برزیل اعلام کرد که اوکراینی‌ها ویزای بشردوستانه را به عنوان پناهنده دریافت می‌کنند، با یک دوره ۵ ماهه برای درخواست پناهندگی. این کشور حدود ۶۰۰۰۰۰ اوکراینی و نوادگان آنها دارد که طبق گزارش نمایندگی مرکزی اوکراین و برزیل، اکثر آنها در پرودنتوپلیس زندگی می‌کنند.

### کانادا
در ۳ مارس، دولت کانادا طرحی را برای پیوستن دائمی شهروندان کانادایی به اعضای خانواده اوکراینی خود اعلام کرد که به همه اوکراینی‌ها اجازه می‌دهد برای اقامت موقت در کانادا درخواست دهند و برای اوکراینی‌هایی که تحت این طرح‌های مهاجرت پذیرفته شده‌اند مجوز کار ارائه کنند.

### جمهوری چک

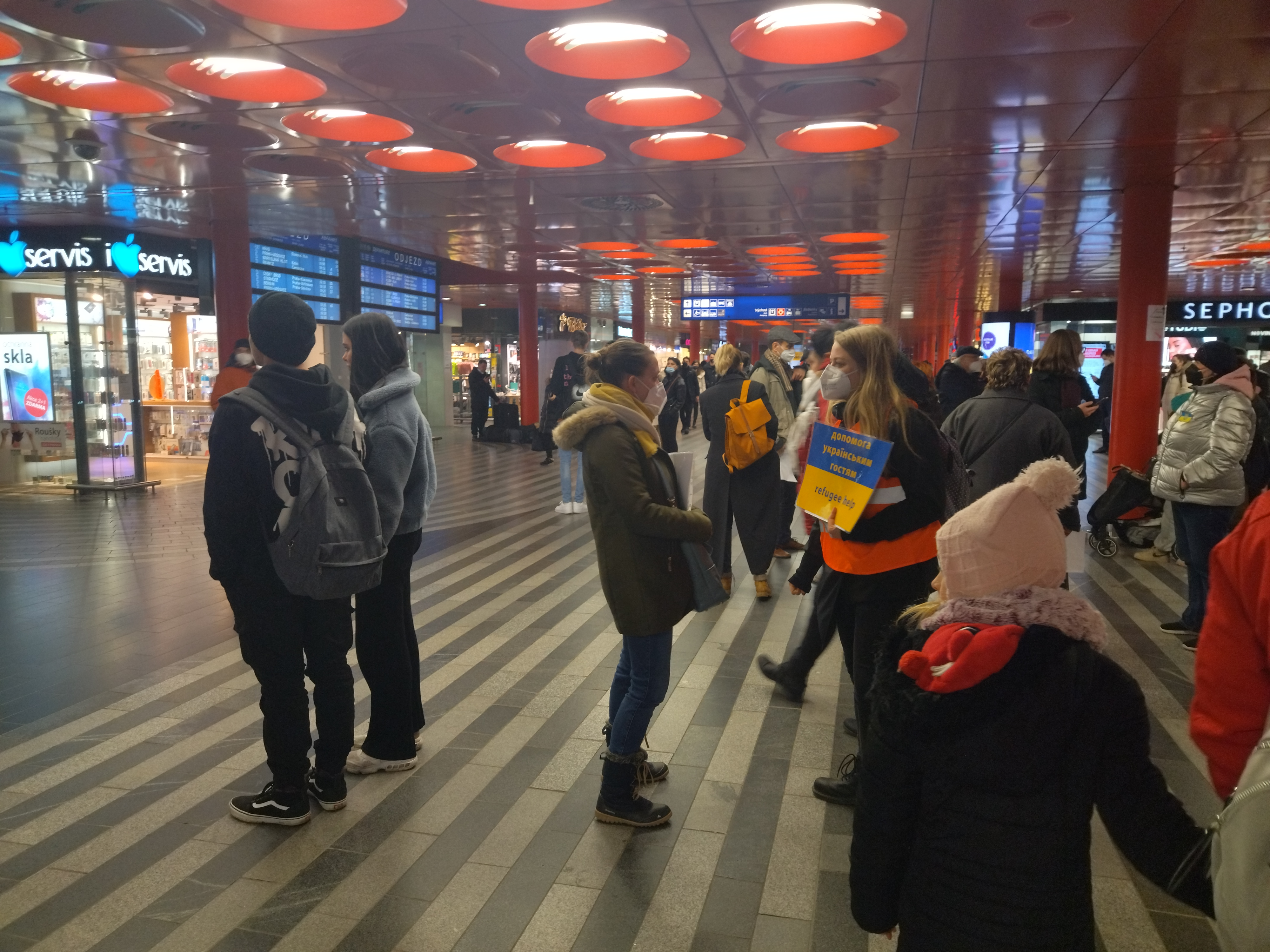
داوطلبان چک در پراگ منتظر استقبال از پناهندگان هستند

جمهوری چک، درست مانند سایر کشورهای اتحادیه اروپا، پذیرای پناهندگان اوکراینی است و کمک‌های مالی، بشردوستانه و غیره به آنها و همچنین اقامت و تحصیلات دولتی برای فرزندانشان ارائه می‌کند. وزیر امنیت داخلی جمهوری چک تخمین زده است که در هفته اول تجاوز روسیه به اوکراین از بیش از ۵۰۰۰۰ اوکراینی نگهداری کرده است.

### فرانسه
فرانسه در استقبال از پناهندگان اوکراینی "سهم خود را خواهد گرفت": این اعلامیه امانوئل ماکرون در روز جمعه ۲۵ فوریه بود که توسط شهرداران کلان‌شهرها و جوامع منتقل شد و مورد استقبال انجمن‌های کمک به مهاجران قرار گرفت.

### آلمان

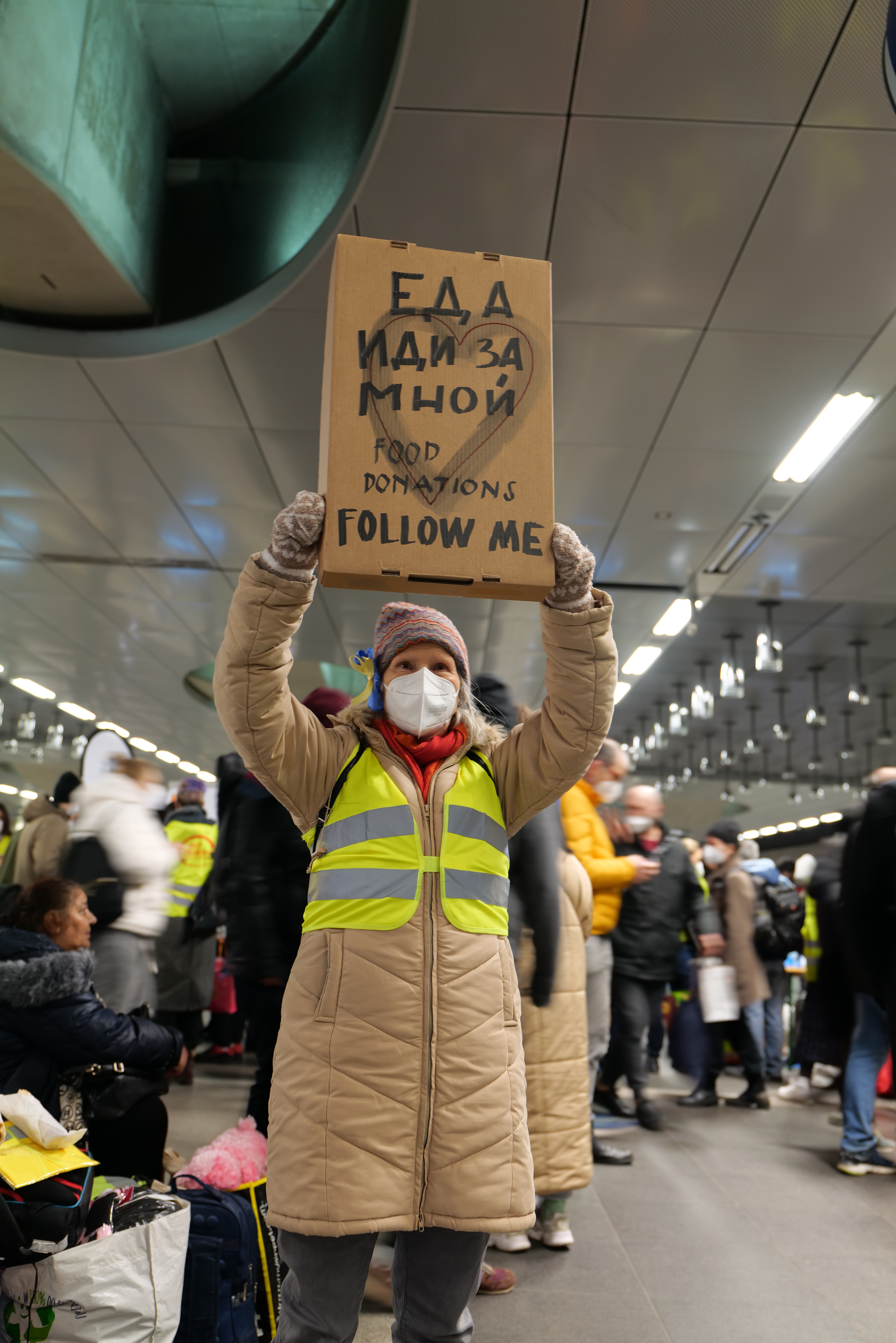
داوطلبی که تابلویی برای راهنمایی پناهندگان در ایستگاه راه‌آهن برلین در دست دارد

اولین پناهجویان از اوکراین عصر جمعه ۲۵ فوریه ۲۰۲۲ وارد براندنبورگ شدند. براندنبورگ برای ۱۰۰۰۰ نفر آماده شده بود. دیگر ایالت‌ها قول کمک خود را داده‌اند. علاوه بر این، مکلنبورگ-پومرانیا غربی تصمیم گرفته است تا از بازگشت افرادی که باید کشور را ترک کنند به اوکراین جلوگیری کند. دویچه بان به پناهجویان دارای پاسپورت یا کارت شناسایی اوکراینی اجازه می‌دهد تا با قطارهای مسافت طولانی از لهستان به آلمان به صورت رایگان سفر کنند.

### یونان
دولت یونان در حال بررسی تخلیه ۱۰۰۰۰۰ یونانی ساکن اوکراین از ماریوپل و اطراف آن بود.

### مجارستان

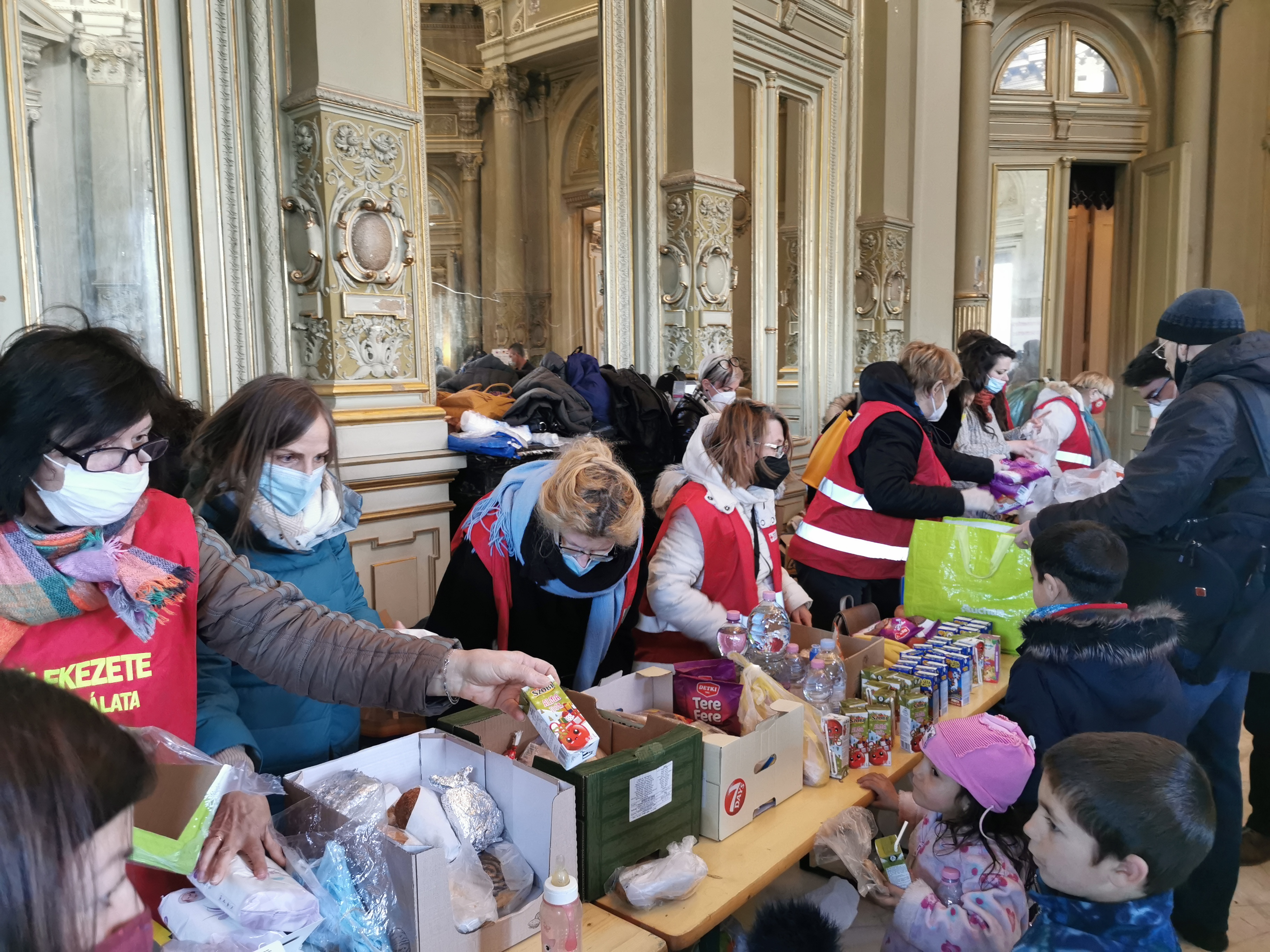
داوطلبان مجارستانی به پناهندگان کمک می‌کنند

از آغاز تهاجم روسیه تا ۱ مارس ۲۰۲۲، حدود. ۱۰۵۰۰۰ نفر از اوکراین وارد مجارستان شده‌اند. حدود ۲۱۰۰۰ اوکراینی از طریق مجارستان به اوکراین بازگشتند. ۳۱۳ نفر از مجارستان درخواست پناهندگی کردند. ۲۰۰ نفر از کشورهای ثالث با قطار وارد بوداپست شدند و از پلیس کمک خواستند. بر اساس گزارش رسانه‌ها، اینها اکثراً دانشجویان یا کارگران مهاجر از آسیا و آفریقا هستند که در اوکراین زندگی می‌کردند.

### ایرلند
دولت ایرلند اعلام کرد که احتمالاً بیش از ۱۰۰۰۰۰ پناهنده را خواهد پذیرفت.

### اسرائیل
آژانس یهود تخلیه یهودیان اوکراینی و بستگان آنها را از طریق لهستان و رومانی به اسرائیل را آغاز کرد.

### ایتالیا
دولت ایتالیا اعلام کرد که آماده پذیرش پناهجویان است.

### لتونی
در ۲۴ فوریه، دولت لتونی یک طرح اضطراری را برای پذیرش و اسکان حدود ۱۰۰۰۰ پناهنده از اوکراین تصویب کرد. چندین سازمان غیردولتی، شهرداری‌ها، مدارس و نهادهای دیگر نیز متعهد شدند که محل اقامت را تأمین کنند. در ۲۷ فوریه، حدود ۲۰ راننده حرفه ای داوطلب با کمک‌های مالی به لوبلین رفتند و پناهندگان اوکراینی را در راه بازگشت کمک کردند. اولین پناهجویان در ۲۶ فوریه وارد شدند و تا ۲ مارس لتونی بیش از ۱۰۰۰ پناهنده اوکراینی را پذیرفت.

### لوکزامبورگ
وزارت امور خارجه لوکزامبورگ از مقررات اروپایی استقبال می‌کند و «اولین مرکز پذیرش» را در شهر لوکزامبورگ راه اندازی کرده است.

### مولداوی
مولداوی جزو اولین کشورهایی بود که پناهندگان از استان‌های اودسا و وینیتسیا را پذیرفت. تا ۳ مارس، وزارت امور داخلی ورود ۱۴۶۰۰۰ شهروند اوکراینی را گزارش داده بود که وارد مولداوی شده‌اند که از این تعداد ۶۵۵۰۰ نفر در مولداوی باقی مانده‌اند. مقامات مولداوی یک مرکز مدیریت بحران را برای تسهیل اسکان و کمک‌های بشردوستانه برای مهاجران فعال کرده‌اند.

### هلند
با توجه به مقررات قبلی ویزا با اوکراین، اوکراینی‌ها در جستجوی امنیت می‌توانند به راحتی به هلند برسند و سه ماه اقامت داشته باشند. در این مدت، آنها اساساً باید محل اقامت خود را پیدا کنند.

### فیلیپین
وزارت دادگستری فیلیپین اعلام کرد که این کشور مایل به پذیرش پناهجویان و پناهجویان اوکراینی به عنوان پاسخی به تهاجم روسیه به اوکراین است. رئیس‌جمهور رودریگو دوترته در ۲۸ فوریه ۲۰۲۲ فرمان اجرایی ۱۶۳ را امضا کرد که سیاست فیلیپین را برای حمایت از پناهندگان، افراد بدون تابعیت و پناهجویان تحت قوانین بین‌المللی نهادینه کرد

### لهستان

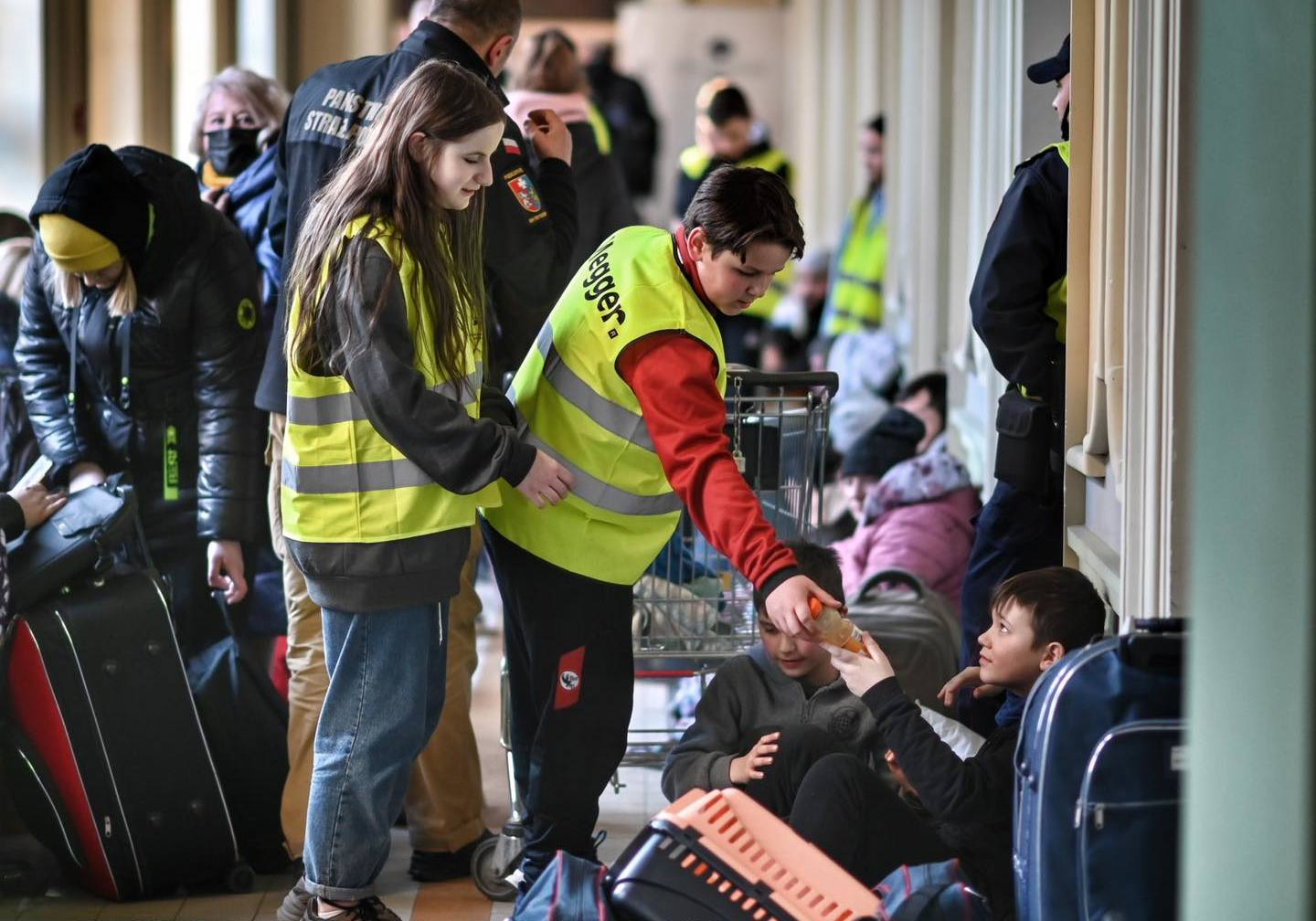
داوطلبان به پناهندگان در ایستگاه قطار لهستان کمک می‌کنند

در اوایل ۱۵ فوریه، لهستان منتظر حمله احتمالی روسیه بود. دولت از جوامع خواست تا برای یک میلیون پناهنده آماده شوند.
تا ۲۷ فوریه، گزارش شد که بیش از ۴۸۰۰۰۰ پناهجو از مرز عبور کرده و وارد لهستان شده‌اند. تا ۴ مارس، بیش از ۷۰۰۰۰۰ پناهنده وارد لهستان شدند.

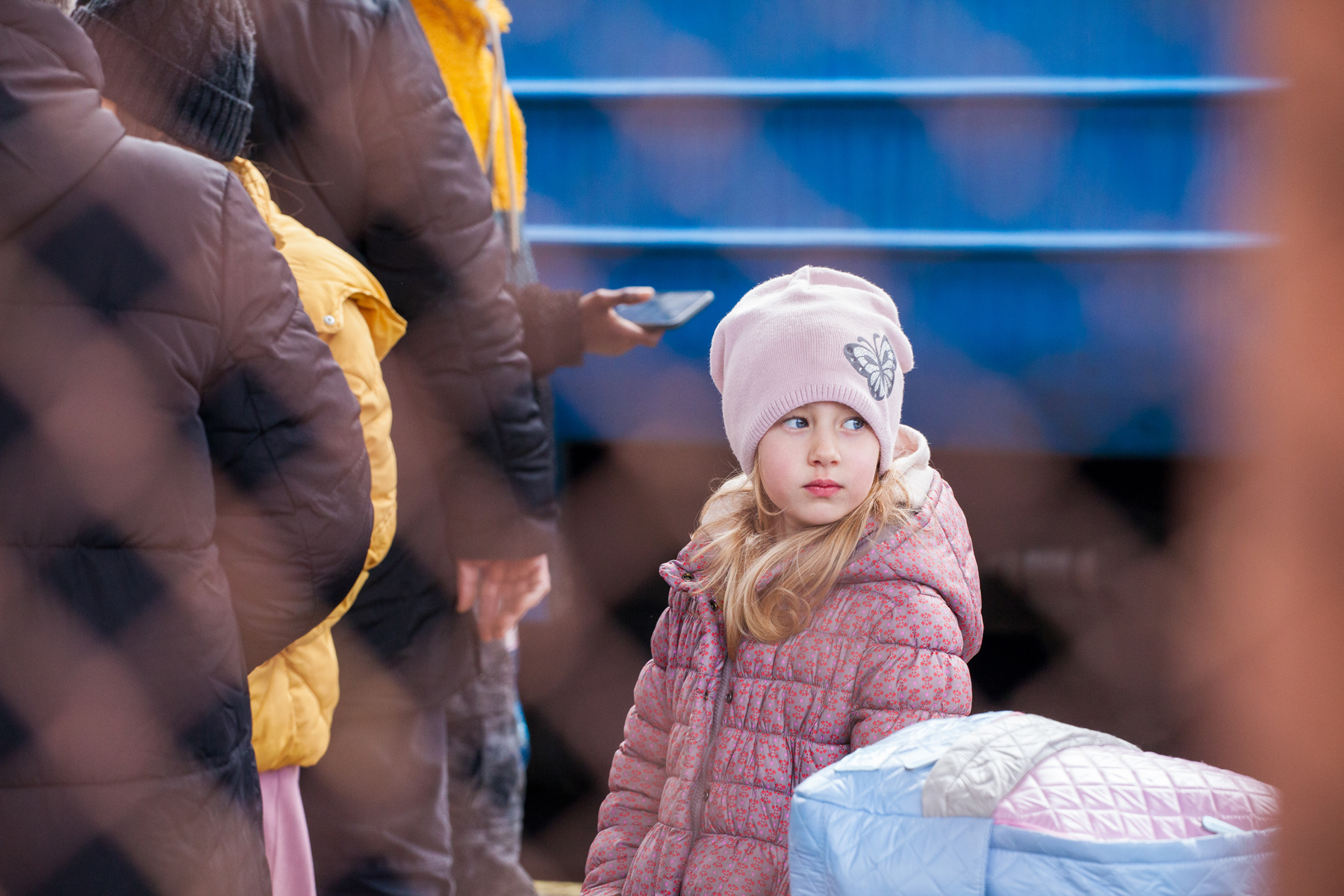
پناهجوی جوان در ایستگاه قطار پرزمیشل در لهستان

### رومانی
تا ۶ مارس، پلیس مرزی رومانی ورود ۲۲۷۴۷۶ شهروند اوکراینی را گزارش کرده بود که وارد رومانی شده‌اند که از این تعداد ۷۲۰۰۰ نفر در رومانی باقی مانده‌اند. وزیر دفاع رومانیایی واسیل دینکو در ۲۲ فوریه ۲۰۲۲ اعلام کرد که رومانی می‌تواند در صورت لزوم ۵۰۰۰۰۰ پناهنده را پذیرا باشد. دو روز بعد اولین پناهندگان وارد شدند.

### روسیه
با گزارش گذرگاه‌های مرزی اوکراین و روسیه حدود ۳۸۰۰۰۰ پناهجو به روسیه رفته‌اند. و در حال حاضر داخل روسیه در وضیعت خوبی قرار دارند.

### اسلواکی
از شنبه ۲۶ فوریه ۲۰۲۲ ساعت ۶ صبح، پلیس اسلواکی ۱۲۴۰۰ پناهجو را در سه گذرگاه مرزی با اوکراین شمارش کرد.

### اسپانیا
اسپانیا اعلام کرد که ۱۰۰۰۰۰ شهروند اوکراینی که قبلاً در این کشور زندگی می‌کنند به‌طور کامل قانونی می‌توانند به زندگی ادامه دهند.

### سری لانکا
دولت سریلانکا اعلام کرد که برای بیش از ۱۵۰۰۰ روس و اوکراینی که به دلیل درگیری‌های جاری در سریلانکا گیر افتاده‌اند، ویزاهای رایگان را به مدت دو ماه تمدید می‌کند.

### ترکیه
سلیمان سویلو وزیر کشور ترکیه اعلام کرد که ۲۰ هزار شهروند اوکراینی در بحبوحه حمله روسیه به این کشور به ترکیه منتقل شده‌اند، سلیمان سویلو وزیر کشور ترکیه گفت که ترکیه از ورود آنها خوشحال است.

### انگلستان
بریتانیا اعلام کرد که اتباع بریتانیا و ساکنان اوکراینی در بریتانیا اجازه خواهند داشت اعضای خانواده بزرگ خود را از اوکراین بیاورند.

### ایالات متحده
ایالات متحده اعلام کرد که به اوکراینی‌ها وضعیت حفاظت شده موقت ارائه خواهد شد. تخمین زده می‌شود که این امر بر ۳۰۰۰۰ شهروند اوکراینی در ایالات متحده تأثیر بگذارد.

## رفتار تبعیض‌آمیز در مرزها
در ۲۸ فوریه، کریستوف شزرسکی، سفیر لهستان در سازمان ملل، گزارش داد که پناهندگانی که تنها در آن روز از اوکراین پذیرفته شده‌اند، نماینده ۱۲۵ کشور هستند. اتحادیه اروپا اعلام کرده است که مرزهای آن برای افرادی که از کشورهای ثالث می‌آیند و می‌خواهند به کشورهای خود سفر کنند نیز باز است. کسانی که در اتحادیه اروپا نیاز به حمایت دارند می‌توانند درخواست پناهندگی دهند. در سال ۲۰۲۰، اوکراین بیش از ۷۶۰۰۰ دانشجوی خارجی داشت که حدود یک چهارم آنها از هند و آفریقا بودند. اوکراین به خاطر تحصیلات عالی با کیفیت خوب با مدرک‌هایی که به‌طور گسترده به رسمیت شناخته شده‌اند، به ویژه در پزشکی، همراه با شهریه مقرون به صرفه، هزینه کم زندگی، و شرایط ساده ویزا، شهرت دارد. علاوه بر این، پس از تسلط طالبان بر افغانستان در سال ۲۰۲۱، پناهندگان افغان در این کشور مستقر شدند و به جمعیت افغانی پیوستند که از دهه ۱۹۸۰ در اوکراین بودند.
چند روز پس از بحران، ادعاهایی مبنی بر رفتار نابرابر مرزبانان و سایر مقامات با پناهندگان غیربومی اوکراینی (از جمله آفریقایی‌ها و هندی‌های مقیم اوکراین) مطرح شد. گزارش‌هایی در مورد تبعیض علیه مردم رومانی نیز مطرح شده است. برخی از خارجی‌ها ادعا می‌کنند که مجبور شده‌اند به صف‌های پشت سر بروند و برخی ادعا می‌کنند که توسط نگهبانان کتک خورده‌اند و لباس‌هایشان پاره شده. پلیس مرزی لهستان گفت که به همه افرادی که از اوکراین فرار می‌کنند کمک می‌کند و تأکید می‌کند که ملیت مهم نیست و اینکه آفریقایی‌ها به دلایل نژادپرستانه به عقب برگردانده می‌شوند، صحت ندارد. نمایندگان غنا و سومالی گفتند که هیچ اطلاعی در مورد مشکلات هموطنان خود از اوکراین ندارند. از سوی دیگر اتحادیه آفریقا از گزارش‌های مرتبط شکایت کرد و تلاش‌ها برای جلوگیری از عبور آفریقایی‌ها از مرز را نژادپرستانه و مغایر با قوانین بین‌المللی خواند. رئیس اتحادیه آفریقا و رئیس‌جمهور سنگال مکی سال، رئیس کمیسیون اتحادیه آفریقا موسی فاکی ماهامات، رئیس‌جمهور نیجریه محمدو بوهاری و دولت آفریقای جنوبی نسبت به رفتار نژادپرستانه و تبعیض آمیز بر اتباع آفریقایی ابراز نگرانی کرده‌اند.
در ۲ مارس، وزیر امور خارجه دمیترو کولهبا بیانیه‌ای علنی ارائه کرد که آفریقایی‌ها و سایر غیراوکراینی‌هایی که از جنگ فرار می‌کنند باید از رفتار مساوی برخوردار شوند.
ایگور پولیخا، سفیر اوکراین در هند، در پاسخ به ادعاهای دانشجویان هندی که در تلاش برای ترک اوکراین هستند، گزارش‌های مربوط به تبعیض را رد کرد و گفت که دولت اوکراین هر کاری که می‌تواند انجام می‌دهد و اظهار داشت که دولت «به همه کسانی که سعی در ترک این سرزمین را دارند کمک می‌کند.» " پوتین در ۳ مارس با نارندرا مودی، نخست‌وزیر هند گفت و گو کرد و به او گفت که به سربازان روسی دستور داده است تا «خروج امن اتباع هندی از منطقه درگیری مسلحانه را تضمین کنند» و گفت که روسیه در حال سازماندهی تخلیه دانش آموزان هندی در خارکف است.
دانیل تیم، که حقوق عمومی را در دانشگاه کنستانز تدریس می‌کند، اشاره می‌کند که جهان به ایالت‌هایی تقسیم شده است. همه کشورها روابط حقوقی یکسانی با یکدیگر ندارند؛ بنابراین، اعطای حقوق بیشتر به اتباع یک ایالت نسبت به اتباع دولت دیگر می‌تواند مشروع باشد. او گفت که ترجیح دادن کمک به مردم از کشوری که «از نظر فرهنگی و جغرافیایی نسبتاً به شما نزدیک است» طبیعی است. علاوه بر این، آلمان یک مسئولیت تاریخی در قبال اوکراین دارد. به گفته تیم، این نژادپرستانه نیست که رابطه نزدیک میان گروه‌های پناهجو را در نظر بگیریم و به اوکراینی‌ها کمک کنیم. برای مردم اوکراین (صرف نظر از اصل یا مذهب آنها) کشورهای اتحادیه اروپا مانند لهستان اولین کشور پناهنده هستند. با این حال، حداقل استانداردهای قانون پناهندگی باید برای همه افراد رعایت شود. علاوه بر این، اگر لهستان یا مجارستان، برای مثال، از پذیرش پناهندگان مسلمان به‌طور کلی خودداری کنند، غیرقابل قبول خواهد بود.

## حیوانات
حیوانات اهلی و وحشی در این تهاجم گرفتار شدند. حیوانات خانگی که از یک کشور ثالث وارد اتحادیه اروپا می‌شوند معمولاً باید یک مدرک شناسایی یا پاسپورت حیوان خانگی حاوی اطلاعاتی در مورد واکسیناسیون ضد هاری و سایر اقدامات پیشگیرانه بهداشتی داشته باشند، همچنین سگ‌ها، گربه‌ها و موش‌ها باید تحت آزمایش تیتراسیون آنتی‌بادی هاری قرار گیرند. بسیاری از مقامات اتحادیه اروپا و دولت‌های کشورهای همسایه از آن زمان شرایط لازم برای عبور حیوانات خانگی از مرزها با صاحبان خود را حذف یا کاهش داده‌اند.